# Saint-Bonnet-la-Rivière
Saint-Bonnet-la-Rivière è un comune francese di 362 abitanti situato nel dipartimento della Corrèze nella regione della Nuova Aquitania.

## Storia

### Simboli
Lo stemma è stato adottato il 31 luglio 1987 e riprende le armi della famiglia Brachet.

## Società

### Evoluzione demografica
Abitanti censiti